# Frank Wende
Frank Wende (* 28. März 1940 in Wohlau, Landkreis Wohlau, Provinz Niederschlesien) ist ein deutscher Historiker und Bibliothekar.

## Leben
Frank Wende studierte Geschichte, Literaturwissenschaft und Kunstgeschichte an der Universität Hamburg und promovierte dort 1969. Seit 1971 war er an der Deutschen Bibliothek in Frankfurt/M. tätig, zunächst als wissenschaftlicher Angestellter, dann als Wissenschaftlicher Rat (1981) bzw. Oberrat (1989). Dort arbeitete er zum einen als Referent für die Fachgebiete Geschichte, Archäologie und Kunstgeschichte. Vor allem aber war er langjähriger wissenschaftlicher Mitarbeiter im Deutschen Exilarchiv.
Seine Arbeit als Historiker konzentrierte sich vor allem um das „Lexikon zur Geschichte der Parteien in Europa“ und das „Wörterbuch zur Geschichte“.

## Schriften
- Die belgische Frage in der deutschen Politik des Ersten Weltkrieges (= Schriften zur auswärtigen Politik, Bd. 7). Böhme, Hamburg 1969 (Dissertation Universität Hamburg).
- (Hrsg.): Lexikon zur Geschichte der Parteien in Europa. Kröner, Stuttgart 1981, ISBN 3-520-81001-8.
- (mit Barbara Kelm): Sachgruppen der Deutschen Bibliographie – Warengruppen für den Buchhandel. Leitfaden zu ihrer Vergabe (= Arbeitshilfen der Deutschen Bibliothek, Bd. 4). Buchhändler-Vereinigung, Frankfurt/M. 1982, ISBN 3-7657-1139-X (2. Aufl. 1994).
- Die Emigrantenbibliothek. In: Harro Kieser (Red.): Hanns W. Eppelsheimer. Bibliothekar, Literaturwissenschaftler, Homme de lettres ; eine Ausstellung der Deutschen Bibliothek und der Stadt- und Universitätsbibliothek Frankfurt. Deutsche Bibliothek, Frankfurt/M. 1990, S. 44–50, ISBN 3-922051-33-2.
- (Mitautor): Deutsche Intellektuelle im Exil. Ihre Akademie und die „American Guild for German Cultural Freedom“ ; eine Ausstellung des Deutschen Exilarchivs 1933–1945 der Deutschen Bibliothek, Frankfurt am Main (= Sonderveröffentlichungen / Deutsche Bibliothek, Bd. 18). Saur, München 1993, ISBN 3-598-11152-5.
- (Red.): Deutsche Literatur im Exil in den Niederlanden. Eine Ausstellung des Deutschen Exilarchivs 1933–1945 (= Sonderveröffentlichungen / Deutsche Bibliothek, Bd. 20). Deutsche Bibliothek, Leipzig/Frankfurt/M. 1993, ISBN 3-922051-55-3.
- (Red., mit Christine Hohnschopp): Exil in Brasilien. Die deutschsprachige Emigration 1933–1945 ; eine Ausstellung des Deutschen Exilarchivs 1933–1945 (= Sonderveröffentlichungen / Deutsche Bibliothek, Bd. 21). Deutsche Bibliothek, Leipzig/Frankfurt/M. 1994, ISBN 3-922051-63-4.
- (mit Erich Bayer): Wörterbuch zur Geschichte. Begriffe und Fachausdrücke. Kröner, Stuttgart 1995, ISBN 3-520-28905-9 (5. Aufl. 2003).
- Briefe aus dem Exil. In: Klaus Beyrer (Hrsg.): Der Brief. Eine Kulturgeschichte der schriftlichen Kommunikation. Ed. Braus, Heidelberg 1996, S. 172–187, ISBN 3-89466-169-0.
- Deutsche Exilliteratur in der Schweiz. In: Rätus Luck (Hrsg.): Geehrter Herr – lieber Freund. Schweizer Autoren und ihre deutschen Verleger. Stroemfeld, Basel 1998, S. 271–293, ISBN 978-3-87877-738-0.
- (Red.): Deutschsprachige Schriftsteller im Schweizer Exil 1933–1950. Die deutschsprachige Emigration 1933–1945 ; eine Ausstellung des Deutschen Exilarchivs 1933–1945 (= Gesellschaft für das Buch, Bd. 8). Harrassowitz, Wiesbaden 2002, ISBN 3-447-04519-1.